# جوزف مک‌ایلوین
جوزف مک‌ایلوین (به انگلیسی: Joseph McIlvaine) سناتور سابق عضو حزب دموکرات-جمهوری‌خواه بود. وی در سال ۱۸۲۳ تا ۱۸۲۴ و ۱۸۲۴ تا ۱۸۲۶ میلادی سناتور ایالت نیوجرسی در سنای ایالات متحده آمریکا بود.